# Oncideres philosipes
Oncideres philosipes là một loài bọ cánh cứng trong họ Cerambycidae.